# August Oetker
August Oetker (6. ledna 1862 v Obernkirchenu – 10. ledna 1918 v Bielefeldu) byl německý podnikatel, zakladatel společnosti Oetker. Svůj vynález, kypřicí prášek, prodával od roku pod názvem Backin, čímž položil základy společnosti Dr. Oetker. Ta jeho recept využívá dodnes. Dne 21. září 1903 podal Oetker na svůj postup výroby trvanlivého kypřicího prášku patent.

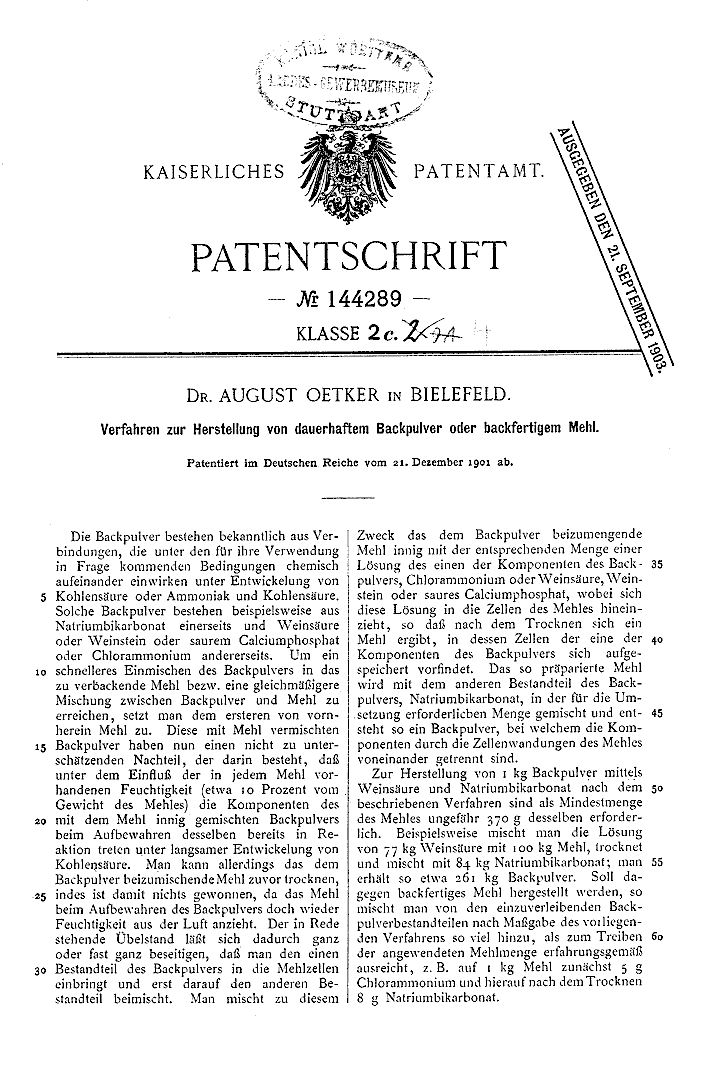
Patent